# Међународни дан фетиша
Међународни дан фетиша је дан који подржава БДСМ заједницу. Првобитно је настао у Уједињеном Краљевству као 'Национални дан фетиша', а први пут је одржан 21. јануара 2008. године. Први Међународни дан фетиша одржан је 16. јануара 2009. године (трећи петак у години). Главна сврха Међународног дана фетиша је повећање свести и подршка фетиш заједници, док се такође противи британском закону који криминализује поседовање 'екстремне порнографије'. Такође је осмишљен да подстакне чланове заједнице да буду отворенији у погледу своје сексуалности.

## Национални дан фетиша
Национални дан фетиша први пут је прослављен у Великој Британији, 4. септембра 2008. године. Међутим, Међународни дан фетиша преузео је овај датум.